# Apoxestia
Apoxestia é um gênero de traça pertencente à família Arctiidae.